# GutsMuths-Denkmal

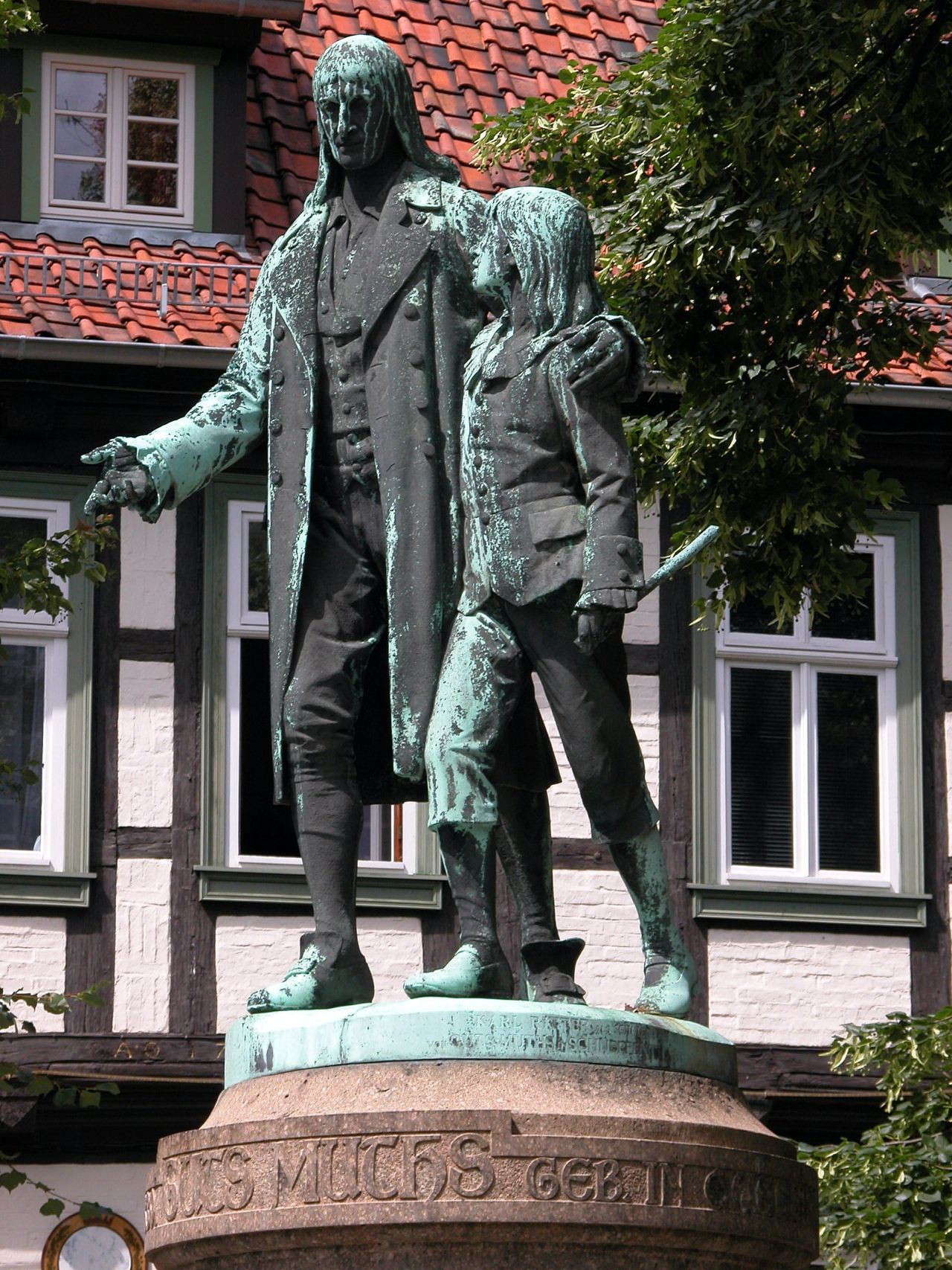
GutsMuths-Denkmal, im Hintergrund das Haus Pölle 22

Das GutsMuths-Denkmal ist ein Denkmal für Johann Christoph Friedrich GutsMuths, den Begründer der deutschen Turnbewegung und bedeutenden Reformpädagogen.

## Lage
Das Denkmal befindet sich auf dem GutsMuths-Platz in Quedlinburg, der Geburtsstadt GutsMuths, in Sachsen-Anhalt. In der Nähe, an der Adresse Pölle 39, steht das GutsMuths-Geburtshaus. Im Quedlinburger Denkmalverzeichnis ist es als Denkmal eingetragen.

## Gestaltung und Geschichte
Die Errichtung des Denkmals erfolgte im Jahr 1904 auf dem damaligen Mummentalplatz, der 2009 in GutsMuths-Platz umbenannt wurde. Es wurde durch den Berliner Bildhauer Richard Anders geschaffen und am 20. Mai 1904 eingeweiht. Die Stiftung war durch den Deutschen Turnlehrerverein erfolgt.
Das Denkmal besteht aus einer überlebensgroßen figürlichen Darstellung GutsMuths, der als Wanderer in Begleitung seines Lieblingsschülers Carl Ritter dargestellt ist. Ritter gilt als einer der Mitbegründer der wissenschaftlichen Geographie und ist ebenfalls gebürtiger Quedlinburger. Die Figurengruppe steht auf einem hohen aus Granit gefertigten Postament. Die Gestaltung der Figurengruppe lehnt sich an das Francke-Denkmal in Halle (Saale) an.
Der Sockel ist am Boden achteckig und geht dann in eine zylindrische Form über. Ursprünglich befanden sich am Denkmal vier von stilisierten Eichen getrennte Sockelreliefs, die Szenen aus dem Leben GutsMuths darstellten. Die im Jugendstil geschaffenen Reliefs wurden um 1995 rekonstruiert, befinden sich jedoch nicht mehr am Denkmal.
Am Rand des Sockels verweist eine umlaufende Schrift auf GutsMuths.
Im Jahr 1945 wurden am Denkmal befindlichen Bronzetafeln entfernt und 1989 anlässlich von Feierlichkeiten zum 200. Geburtstag GutsMuths wieder angebracht.

## Trivia
In Quedlinburg wird zum Teil behauptet, das Denkmal verweise auch noch auf zwei weitere Quedlinburger. So sei der Gehrock GutsMuths eine Anspielung auf den Dichter Gerok und der Stock in der linken Hand Ritters ein Symbol für den Dichter Friedrich Gottlieb Klopstock.